# Dombühl
Dombühl település Németországban, azon belül Bajorországban. Lakosainak száma 2023 fő (2023. december 31.).

## Népesség
A település népessége az elmúlt években az alábbi módon változott:
| Lakosok száma | 443  | 902  | 1184 | 1119 | 1617 | 1634 | 1710 | 1707 | 1849 | 2023 |
|               | 1875 | 1950 | 1975 | 1987 | 2012 | 2014 | 2016 | 2017 | 2021 | 2023 |